# Löfströmska kallbadhuset

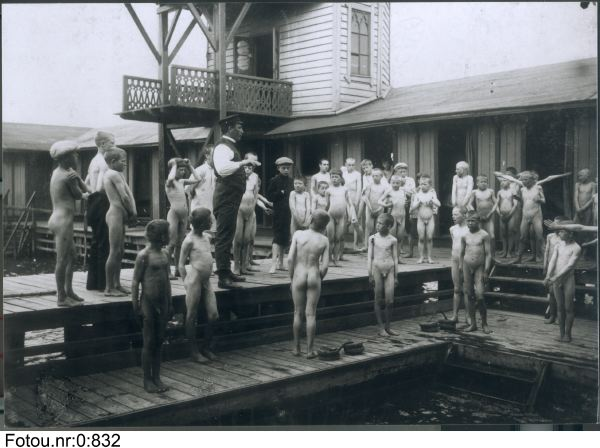
Badande pojkar 1914.

Löfströmska kallbadhuset var ett badhus och en simskola vid Göta älv, på Hisingen i Göteborg. Det uppfördes 1875 och revs 1916. Badet hade två bassänger och ett högt hopptorn.

## Historia
Perukmakaren P Löfström anlade år 1849 ett kallbadhus vid Skeppsbron i Göteborg, i närhet av de äldre Simskolorna. Villkoret var att om staden behövde marken skulle byggnaden rivas. Detta skedde i början av 1870-talet, då också Löfström fick tillstånd att uppföra ett nytt badhus på älvens norra sida, invid den nybyggda Hisingsbrons fäste. Badhuset invigdes 1875, och namnet blev Löfströmska kallbadhuset, men även Kallbadhuset och Nya Simskolan. Efter att P Löfström avlidit samma år som badhuset invigdes, tog hans änka Mathilda Löfström över verksamheten och drev den vidare i fyrtio år. 
Vissa dagar hade man över fyrahundra besökare. Från 1888 fick badhuset stöd från staden med 300 kronor årligen samt 500 kronor per sommar från Göteborgs Folkskolor. Undervisningen i simning sköttes under många år av folkskolläraren August Törngren.
Mathilda Löfström erbjöd senare stadsfullmäktige i Göteborg att köpa badinrättningen för 45 000 kronor, vilket de tackade nej till den 6 maj 1886.  
Redan 1628 erbjöds möjligheten att bada "under tak" i Göteborg, och 1630 inrättades ett Stadzbadeeembete där Wolter Abrichtsson blev den förste utövaren.